# Collada de Sentigosa
Der Collada de Tosses (oder Coll de Sentigosa) ist eine 1064 Meter hohe Passstraße im spanischen Teil der Pyrenäen. Er befindet sich in Katalonien in der Provinz Girona und verbindet über die GI-521 die Gemeinde Olot im Osten mit Sant Joan de les Abadesses im Westen.

## Auffahrt
Die Ostauffahrt von Olot ist 14,3 Kilometer lang und weist eine durchschnittliche Steigung von 4,3 % auf. Die ersten 9,7 Kilometer verlaufen auf der N-260a, die mit rund 5 % ansteigt, ehe man kurz vor der Passhöhe des Coll de Coubet (975 m) rechts auf die GI-521 abzweigt. Nun nehmen die Steigungsprozente deutlich ab und die letzten 4,6 Kilometer führen teils flach auf den Collada de Sentigosa.
Die Westauffahrt von Sant Joan de les Abadesses ist 6,6 Kilometer lang und weist eine durchschnittliche Steigung von 4,2 % auf. Nach rund zwei Kilometern erreicht man ein kurzes Flachstück, ehe die höchsten Steigungsprozente von rund 6 % im oberen Teil erreicht werden.

## Radsport
Im Jahr 2025 soll im Rahmen der 6. Etappe erstmals eine Bergwertung der Vuelta a España auf dem Collada de Sentigosa abgenommen werden. Dabei wird die Ostauffahrt in der frühen Rennphase genutzt, ehe die Strecke über den Collada de Tosses (1790 m) zu einer Bergankunft in Andorra führt. Auf der Passhöhe soll eine Bergwertung der 3. Kategorie abgenommen werden.
| Jahr | Etappe    | Bergwertung  | Fahrer | Auffahrt |
| ---- | --------- | ------------ | ------ | -------- |
| 2025 | 6. Etappe | 3. Kategorie |        | Ost      |